# Reidar Andersen
Reidar Andersen (n. 20 aprilie 1911, Ringerike, Buskerud, Norvegia – d. 15 decembrie 1991, Oslo, Norvegia) a fost un săritor cu schiurile ce a reprezentat Norvegia, medaliat olimpic. A participat la o ediție a Jocurilor Olimpice (1936) în care a câștigat o medalie de bronz.

## Participări
Lista de mai jos prezintă principalele competiții la care a participat Reidar Andersen de-a lungul carierei.
- Olympische Winterspiele 1936/Skispringen[*]